# Ahornis
Ahornis ist ein Gemeindeteil der Stadt Münchberg im Landkreis Hof (Oberfranken, Bayern). Ahornis liegt in der Gemarkung Poppenreuth.

## Geografie
Das Pfarrdorf ist allseits von Acker- und Grünland umgeben. Unmittelbar östlich entspringt der Gemeindebach, ein rechter Zufluss des Enziusbaches. Gemeindeverbindungsstraßen führen an Ziegenrück vorbei nach Obersauerhof (1,2 km südwestlich), nach Ahornis-Kuppel (0,5 km südlich), nach Maxreuth (1,3 km nordöstlich) und nach Ahornismühle (0,8 km nördlich). Nordöstlich des Dorfes steht die Prinzregentenulme, die als Naturdenkmal ausgezeichnet ist und zu Ehren des Prinzregenten Luitpold von Bayern gepflanzt wurde.

## Geschichte
Ahornis wurde in der letzten Phase des fränkischen Landesausbaus im 12. Jahrhundert planmäßig als Rundling angelegt, wie man in der Bayerischen Uraufnahme noch gut erkennen kann. Im Jahr 1373 erwarb der Nürnberger Burggraf Friedrich V. von Brüdern Friedrich, Erhard und Babo von Sparneck u. a. Güter in Ahornis. In einer Beschreibung des burggräflichen Amtes Münchberg des Jahres 1408 bestand das Dorf aus 5 Höfen, 20 Gütern und 11 Sölden. Der Ort wurde früher auch „Marles“ genannt.
Gegen Ende des 18. Jahrhunderts bestand Ahornis aus 31 Anwesen (1 Hof, 8 Halbhöfe, 3 Dreiachtelhöfe, 10 Einviertelhöfe, 10 Tropfhäuser) und einer Zollstätte. Die Hochgerichtsbarkeit sowie die Dorf- und Gemeindeherrschaft stand dem bayreuthischen Stadtrichteramt Münchberg zu. Das Kastenamt Münchberg war Grundherr sämtlicher Anwesen.
Von 1797 bis 1810 unterstand Ahornis dem Justiz- und Kammeramt Münchberg. Infolge des Ersten Gemeindeedikts wurde Ahornis dem 1812 gebildeten Steuerdistrikt Wüstenselbitz und der zugleich entstanden Ruralgemeinde Wüstenselbitz zugewiesen. 1848 kam Ahornis an die neu gebildete Ruralgemeinde Poppenreuth. Im Zuge der Gebietsreform in Bayern wurde Ahornis am 1. Juli 1972 nach Münchberg eingemeindet.

### Baudenkmäler
- Haus Nr. 15: Bauernhaus[13]
- Haus Nr. 68: Gustav-Adolf-Kirche[13]

### Einwohnerentwicklung
| Jahr      | 1799  | 1812   | 1819   | 1861   | 1871   | 1885   | 1900   | 1925   | 1950   | 1961   | 1970   | 1987  |
| Einwohner | 156   | *247   | †262   | 388    | 358    | 304    | 291    | 223    | 263    | 198    | 198    | +145  |
| Häuser    | 35    | *45    |        |        |        | 39     | 44     | 44     | 37     | 45     |        | +47   |
| Quelle    | [ 9 ] | [ 11 ] | [ 15 ] | [ 16 ] | [ 17 ] | [ 18 ] | [ 19 ] | [ 20 ] | [ 21 ] | [ 22 ] | [ 23 ] | [ 1 ] |

## Religion
Ahornis war ursprünglich nach  St. Peter und Paul (Münchberg) gepfarrt und seit der Reformation evangelisch-lutherisch geprägt. In den 1930er Jahren wurde Ahornis Sitz einer Pfarrei.